# Truyền động điện
Truyền động điện (cũng có tên là điều khiển động cơ điện), là một nhánh trong nhóm chuyên môn về điện tử công suất và điều khiển tự động. Có 2 cách định nghĩa truyền động điện:
1. Hệ truyền động điện là tổ hợp của nhiều thiết bị và phần tử điện-cơ dùng để biến đổi điện năng thành cơ năng (và ngược lại) cung cấp cho cơ cấu công tác trên các máy sản xuất, đồng thời có thể điều khiển dòng năng lượng đó tuỳ theo yêu cầu công nghệ của máy sản xuất.
2. Hệ truyền động điện là một tập hợp các thiết bị điện, thiết bị điện từ, thiết bị điện tử, phục vụ cho việc biến đổi năng lượng điện-cơ cũng như gia công truyền tín hiệu thông tin để điều khiển quá trình biến đổi năng lượng đó.

## Cấu trúc chung
Cấu trúc chung của hệ truyền động điện bao gồm hai phần chính:

### Phần lực
Là bộ biến đổi và động cơ truyền động.
- Bộ biến đổi thường dùng là bộ biến đổi máy điện (máy phát một chiều, xoay chiều, máy điện khuếch đại), bộ biến đổi điện từ (khuếch đại từ, cuộn kháng bão hòa), bộ biến đổi điện tử (chỉnh lưu thyristor, bộ điều áp một chiều, biến tần transistor, thyristor).
- Động cơ điện: động cơ một chiều, xoay chiều đồng bộ, không đồng bộ và các loại động cơ điện đặc biệt khác, v.v...

### Phần điều khiển
Gồm các cơ cấu đo lường, các bộ điều chỉnh tham số và công nghệ, ngoài ra còn có các thiết bị điều khiển đóng cắt phục vụ công nghệ và cho người vận hành. Đồng thời một số hệ truyền động có cả mạch ghép nối với các thiết bị tự động khác trong một dây chuyền sản xuất.

## Phân loại hệ truyền động điện
- Truyền động điện không điều chỉnh: thường chỉ có động cơ nối trực tiếp với lưới điện, quay máy sản xuất với một tốc độ nhất định.
- Truyền động có điều chỉnh: tuỳ thuộc vào yêu cầu công nghệ mà ta có hệ truyền động điện điều chỉnh tốc độ, hệ truyền động điện tự động điều chỉnh mô men, lực kéo, và hệ truyền động điện tự động điều chỉnh vị trí. Trong hệ này có thể là hệ truyền động điện tự động nhiều động cơ.